# Єлизавета Пфальц-Цвайбрюккенська (1642—1677)
Єлизавета Пфальц-Цвайбрюккенська (нім. Elisabeth von Pfalz-Zweibrücken, 22 березня 1642 — 18 квітня 1677) — пфальцграфиня Цвайбрюккенська з династії Віттельсбахів, донька пфальцграфа Цвайбрюккену Фрідріха та графині Нассау-Саарбрюкенської Анни Юліани, дружина князя Ангальт-Бернбургу Віктора I Амадея.

## Біографія
Народилась 22 березня 1642 року у Майзенгаймі. Була другою дитиною та старшою донькою в родині пфальцграфа Цвайбрюккену Фрідріха та його дружини Анни Юліани Нассау-Саарбрюкенської. Мала старшого брата Вільгельма Людвіга, який за місяць помер. Згодом сімейство поповнилося вісьмома молодшими дітьми, з яких дорослого віку досягли дві доньки: Софія Амалія та Шарлотта Фредеріка.
Цвайбрюккен був спустошений Тридцятирічною війною, більшість його замків була зруйнована. Герцозька родина певний час жила у Майзенгаймі, звідки у 1645 перебралася до Цвайбрюккена, а у 1650 — оселилася у перебудованому, але погано обладнаному, замку Кіркель.
У 19-річному віці Єлизавета втратила батька. Матір більше не одружувалася. Пфальц-Цвайбрюккен відійшов Фрідріху Людвігу Цвайбрюккен-Ландсберзькому, дядьку попереднього правителя.
У 25-річному віці стала дружиною 33-річного князя Ангальт-Бернбургу Віктора I Амадея. Весілля пройшло 16 жовтня 1667 у Майзенгаймі. Оселилися молодята у Бернбурзькому замку. Часто подорожували разом.
У пари народилося шестеро дітей, з яких вижило троє синів.
Під час пологів 18 квітня 1677 року княгиня пішла з життя. Була похована у крипті замкової церкви Святого Егідія у Бернбурзі. Наразі місце її останнього спочинку знаходиться на другому рівні крипти.
Віктор Амадей пережив дружину більш, ніж на 40 років.

## Родина
Чоловік — Віктор I Амадей
Діти:

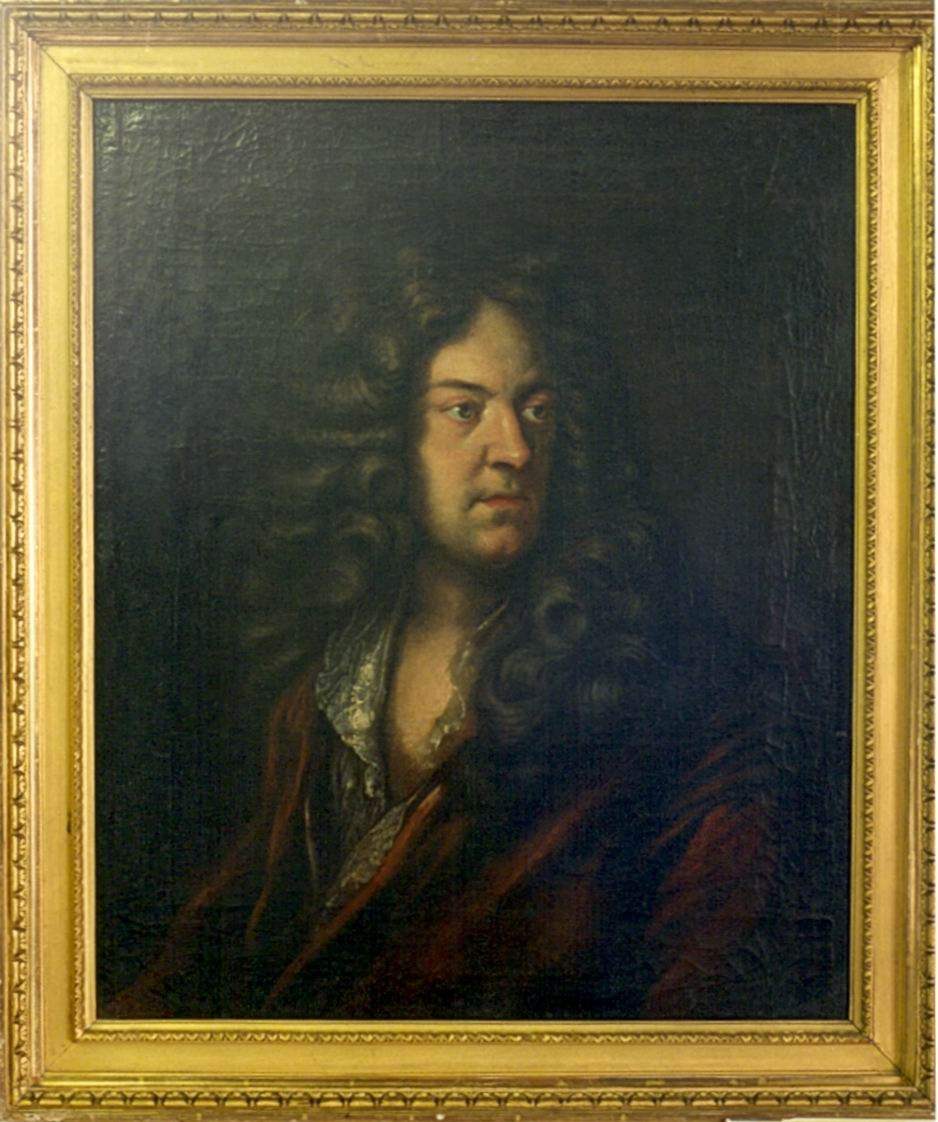
Портрет Віктора I Амадея пензля А. Маніока

- Карл Фрідріх (1668—1721) — князь Ангальт-Бернбургу у 1718—1721 роках, був двічі одруженим, мав восьмеро дітей від обох шлюбів;
- Лебрехт (1669—1727) — князь Ангальт-Цайц-Гойму у 1718—1727 роках, був тричі одруженим, мав одинадцятеро дітей;
- Софія Юліана (1672—1674) — прожила 2 роки;
- Йоганн Георг (1674—1691) — одруженим не був, дітей не мав, загинув у битві при Лезі в ході війни Аугсбурзької ліги;
- Крістіан (15 березня—30 грудня 1675) — прожив 9 місяців;
- син (нар. та пом. 18 квітня 1677) — помер після народження.